# Drucksensor

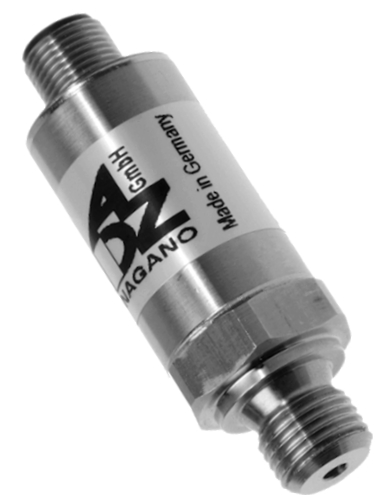
Druckmessumformer

Ein Drucksensor gehört zur Gruppe  der Druckmessgeräte, welche als erstes Glied einer Messkette die physikalische Größe Druck (= Kraft pro Fläche) in eine elektrische Ausgangsgröße als Maß für den Druck umformen. Die SI-Einheit für Druck ist Pascal mit dem Einheitenzeichen Pa. Nach DIN 1301 ist auch das Bar, Einheitenzeichen bar, zugelassen. Drucksensoren gibt es zum Messen des stationären Drucks, einer Druckdifferenz oder von Druckschwankungen bis zum Schalldruck.

## Drucksensortypen
Es gibt je nach Messverfahren unterschiedliche Drucksensoren auf dem Markt wie:
- Absolutdrucksensoren: Dieser Typ von Sensor bezieht seine Druckmessung auf Vakuum mit einem Druck von nahezu 0 bar.
  - Barometrische Drucksensoren: Dieser Typ ist ein Absolutdrucksensor, der speziell für den Druckbereich 0–1,3 bar konzipiert ist und den barometrischen Luftdruck misst.
- Differenzdrucksensoren: Dieser Typ von Sensor misst die Druckdifferenz zwischen zwei Messkammern, in denen unterschiedlich hohe Drücke herrschen können. Druckänderungen, die sich auf beide Messkammern auswirken, werden nicht erfasst.
- Bidirektional-differenzielle Drucksensoren: Dieser Typ misst wie die Differenzdrucksensoren den Druckunterschied, der in zwei Kammern herrscht. Das Besondere dabei, ist, dass die Messmembran sich in beide Richtungen biegen kann, daher der Begriff Bidirektional.
- Relativdrucksensoren: Dieser Typ ist dem Differenzdrucksensor ähnlich. Als Referenz wird der relative Druck bezogen zur Atmosphäre (atmosphärischer Luftdruck) gemessen.

Von den Herstellern, insbesondere im englischsprachigen Raum, werden Absolutdrucksensoren mit "absolute" oder "a" bezeichnet. Drucksensoren, die für Messungen von Drücken relativ zum Atmosphärendruck bestimmt sind, werden mit "gauge" oder "g" bezeichnet. Hier unterscheidet man weiter zwischen eingeschlossener (und damit konstruktiv abgedichteter) Atmosphäre von beispielsweise 1013 mbar (sealed gauge) sowie einer Messung relativ zum aktuell tatsächlich vorhandenen Atmosphärendruck. Bei letztgenannten Drucksensoren ist die Atmosphärenkammer meist durch eine kleine Bohrung mit dem Atmosphärendruck gekoppelt.
Auf dem Markt sind auch kombinierte Druck- und Temperatursensoren verfügbar. Mit diesen können an einer Messstelle beide physikalischen Größen gemessen werden.
Drücke können in gasförmigen und flüssigen Medien sowie an Festkörpern als kraftübertragendes Bauteil gemessen werden.

## Sensormaterialien
Als Sensormaterialien werden Silizium, Quarz oder Metalle verwendet. Mit Hilfe von Halbleitertechnologien ist es inzwischen auch möglich, piezoelektrische Dünnschichten auf Messkörpern direkt zu applizieren. Hierbei handelt es sich meistens um Zinkoxid (ZnO) oder Aluminiumnitrid (AlN).
Monolithische Drucksensoren bestehen aus nur einem Material, z. B. Quarz; teilweise werden neben einem elastischen Grundmaterial zusätzlich Dehnungsmessstreifen verwendet.

## Physikalische Messeffekte
Zur Erfassung der Messgröße werden verschiedene physikalische Messeffekte ausgenutzt. Daher unterteilt man die Drucksensoren in folgende Typen:

### Piezoresistiver- oder DMS-Drucksensor
Bei piezoresistiven Drucksensoren kommen entweder metallische Dehnungsmessstreifen (DMS) oder druckempfindliche Halbleiterchips zum Einsatz. Zwar zeigen die zur Druckmessung eingesetzten Materialien eine starke Temperaturabhängigkeit, da aber dieser Einfluss auf alle Widerstände gleich ist, kann er durch eine differenzbildende elektrische Schaltung unwirksam gemacht werden. Folgende Sensortechniken sind üblich:
Keramik-Dickschichtsensoren werden aus Aluminiumoxid hergestellt. Den Grundkörper bildet ein massiver Ring, dessen Stirnseite die Membran darstellt. Auf der Membranrückseite – der druckabgewandten Seite – werden die DMS mittels Siebdruckverfahren aufgebracht und eingebrannt. Die Aluminiumoxid-Keramik ist bis an die Bruchgrenze nahezu ideal elastisch. Generell haben Keramik-Dickschichtsensoren ein hervorragendes Preis-Leistungs-Verhältnis und sind beständig gegenüber vielen Chemikalien.
Metall-Dünnfilmsensoren bestehen aus einer Kreisringmembran aus Edelstahl. Das Leitermaterial für die DMS wird mittels Gasphasenabscheidung auf die Membran aufgebracht und die Strukturen anschließend fotolitografisch geätzt. Die so entstandenen DMS sind dünner als 1 µm. Die Sensoren sind relativ klein und eignen sich für Hochdruckanwendungen und sind äußerst vibrationsfest.
Diese beiden Typen werden auch, da sie selbst keine elektrische Spannung bei Druckänderung erzeugen, sondern nur ihren elektrischen Widerstand verändern, als Passivdrucksensoren bezeichnet. 
Silizium-Drucksensoren haben eine Membran aus Silizium und darauf eindiffundierte verformungsabhängige Widerstände (DMS). Siliziumsensoren haben ein ähnliches Funktionsprinzip wie metallische DMS. Jedoch beruht der messbare Effekt nicht auf einer Geometrieänderung, sondern auf einer Änderung der Kristallgitterstruktur und damit der Elektronenbeweglichkeit. Das eigentliche Sensorelement ist ein wenige-millimetergroßer Siliziumchip, der auf einen TO-Header befestigt und gebondet wird. Der Header sitzt in einer runden Metallkapsel die mit einer Metallmembran verschlossen wird. Der Innenraum wird mit Öl befüllt (mediengetrennte Drucksensoren), welches den Druck von der Membran auf den Chip leitet. Die Messzellen sind vom Druckbereich und der Baugröße her sehr variabel. Außerdem sind sie besonders überlastsicher und durch entsprechende Membranwerkstoffe für viele Medien einsetzbar.

### Piezoelektrischer Drucksensor
Bei einem piezoelektrischen Sensor wird mittels Druck durch Ladungstrennung eine elektrische Spannung in einem Kristall erzeugt. Dies nennt man den piezoelektrischen Effekt. Durch Druck verschieben sich im Inneren des Kristalls Ionen, wodurch sich an der Oberfläche elektrische Ladung proportional zur Kraft bildet. Die Ladung wird durch einen Ladungsverstärker in eine proportionale elektrische Spannung umgeformt. Die unmittelbare Messung der Spannung ist nicht möglich, da die geringe erzeugte Ladung sehr gut isoliert sein muss und keine elektrische Kapazitätsänderung erfahren darf. Jeder beliebige Druck kann durch Ableitung (Kurzschluss) der Ladung als Nullpunkt des Ladungsverstärkers eingestellt werden; dadurch werden Druckänderungen direkt messbar.
Piezoelektrische Sensoren messen grundsätzlich nur Kräfte. Soll der Sensor in der Druckmesstechnik verwendet werden, muss erst über eine Membran der Druck proportional in eine Kraft umgeformt werden.
Vorteile piezoelektrischer Sensoren:
- unempfindlich gegenüber hohen Temperaturen
- keine äußere Spannungsversorgung nötig
- hohe Empfindlichkeit
- mechanisch sehr starr, wodurch es nur geringfügig zu Eigenschwingungen oder Nachschwingeffekten kommt
- für Druckschwankungen bei hoher Frequenz geeignet bis >100 kHz.

Nachteile piezoelektrischer Sensoren:
- ohne Ladungsverstärker nicht verwendbar
- für statische Messungen wie Wasserstand oder Luftdruck nicht verwendbar, weil selbst bei höchstmöglicher Isolation eine eigentlich konstante Ladung im Laufe von Stunden abfließt.
- Hohe Temperaturempfindlichkeit, welche allerdings zum Teil mechanisch oder elektronisch kompensiert werden kann.

### Drucksensoren im Vakuumbereich
Hier wird zusätzlich verwiesen auf:
- Wärmeleitungsvakuummeter nach Pirani, Messbereich ca. 100 … 0,1 Pa
- Ionisations-Vakuummeter mit Kaltkathode nach Penning, Messbereich ca. 10−1 … 10−5 Pa
- Ionisations-Vakuummeter mit Glühkathode nach Bayard-Alpert, Messbereich ca. 10−1 … 10−10 Pa

### Frequenzanaloger Drucksensor
Dieser ist meistens ein piezoresistiver Drucksensor, der den Druck mittels Dehnungsmessstreifen misst und schaltungstechnisch um einen Ringoszillator erweitert ist. Durch Verändern des Druckes ändert sich der Widerstand der Dehnungsmessstreifen und in Folge wird die Frequenz des Ringoszillators verstimmt. Die ausgegebene Frequenz ist direkt proportional zum angelegten Druck.

### Drucksensor mit Hallelement
Er arbeitet nach dem Hall-Effekt, wobei bei Druckbelastung das Magnetfeld um das Hall-Element geändert wird.

### Kapazitiver Drucksensor
Kapazitive Drucksensoren enthalten zwei in einen Siliziumchip eindiffundierte Kondensatoren. Bei Druckbeaufschlagung werden die Abstände einer Membran zu zwei beidseitig gegenüberliegenden Kondensatorplatten und dadurch die Kapazitäten der Kondensatoren gegenläufig verändert. Meistens sind die Kondensatoren Teil eines internen Verstärkers, dessen Ausgangssignal von der Differenz der Kapazitäten abhängig ist.

### Induktiver Drucksensor
Induktive Drucksensoren arbeiten mit einem induktiven Wegaufnehmer, welcher mit einer Membran verbunden ist. Druckänderungen erzeugen eine Kraft auf die Membran und bewegen diese. Dadurch ändert sich die Position eines Eisenankers gegensinnig in zwei Spulen: In einer steigt die Induktivität, in der anderen sinkt sie. Der Unterschied kann elektrisch sehr genau bestimmt werden. Diese Anordnung kann auch durch einen Differentialtransformator ersetzt werden.

### Weitere Sensoren
Für die Erfassung kleiner Druckschwankungen, wie sie beim Schalldruck auftreten, werden weitere Messeffekte und ihre Anwendungen in Sensoren des Mikrophons in dem entsprechenden Hauptartikel unter dem Stichwort "Wandlerprinzipien" dargestellt.

## Marktübliche Drucksensoren

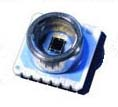
Luftdrucksensor

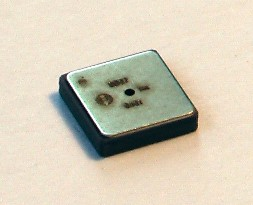
Digitaler Luftdrucksensor, 5 × 5 × 1,2 mm³

Die am Markt befindlichen Sensoren geben ein standardisiertes elektrisches Signal aus, das durch das nachfolgende Gerät (z. B. DDC) einfach verarbeitbar ist. Analoge Einheitssignale können 0 … 10 V, 0,5 … 4,5 Vrat oder 4 … 20 mA sein; ferner gibt es standardisierte digitale Schnittstellen wie I²C oder CAN-Bus. Diese Drucksensoren sind passive Komponenten, die eine Stromversorgung für die Aufbereitung des Signals benötigen. Die Kennlinien der Sensoren können linear sein oder einer Exponentialfunktion entsprechen; Störgrößen (z. B. Temperatur) sind zu kompensieren und die Kennlinien geeignet zu linearisieren. Daher unterscheidet man heute zwischen:
- nicht kompensierten Drucksensoren (z. B. normale Brückenschaltung, piezoresistiver Drucksensor, Mikrosystemtechnik)
- analogen, jedoch kalibrierten Sensoren (z. B. kalibrierte Brückenschaltung, piezoresistiver Drucksensor, Mikrosystemtechnik)
- digitalen, kalibrierten und linearisierten sowie temperaturkompensierten Drucksensoren (z. B. kalibrierte Brückenschaltung kombiniert mit Analog-Digital-Umsetzer und Parameterspeicher, piezoresistiver Drucksensor, Mikrosystemtechnik)

## Restriktionen bei der Applikation
Drucksensoren reagieren empfindlich auf Überbelastung. Wird der Messbereich überschritten, kann der Sensor je nach verwendeter Technologie leicht irreparabel beschädigt werden. Für richtige Messwerte ist zudem die korrekte Einbaulage des Sensors zu berücksichtigen. Bei Sensoren, die Flüssigkeiten messen, ist darauf zu achten, dass die Sensorleitung entlüftet ist. Oft ist eine Trennung des (aggressiven) Mediums vom eigentlichen Drucksensor erforderlich, um die auch chemisch empfindlichen Drucksensoren vor Korrosion oder Verschmutzung zu schützen.